# Canicattì (stacja kolejowa)
Canicattì (wł. Stazione di Canicattì) – stacja kolejowa w Canicattì, w prowincji Agrigento, w regionie Sycylia, we Włoszech. Stacja znajduje się na linii Caltanissetta Xirbi – Agrigento i jest stacją końcową dla linii Syrakuzy – Canicattì.
Według klasyfikacji RFI ma kategorię brązową.

## Linie kolejowe
- Linia Caltanissetta Xirbi – Agrigento
- Linia Syrakuzy – Canicattì